# Künga Döndrub
| Tibetische Bezeichnung                   |
| ---------------------------------------- |
| Tibetische Schrift: ཀུན་དགའ་དོན་གྲུབ         |
| Wylie-Transliteration: kun dga' don grub |

Gyüchen Künga Döndrub (tib. rgyud chen kun dga' don grub; geb. 1419; gest. 1486) war ein berühmter tantrischer Meister aus der Gelug-Schulrichtung des tibetischen Buddhismus. 1474 gründete er das Untere Tantra-Kolleg (Gyütö).
Er war zunächst Mönch des Narthang-Klosters. Er war Schüler von Gyü Sherab Sengge (shes rab seng ge; 1382–1445) und Gendün Drub.
1474 verließ er das Gyüme-Kloster als er nicht zum Nachfolger des Abtes gewählt wurde und gründete in Maizhokunggar (Meldro Gongkar) das Kloster Jampel-Ling-Kloster des Oberen Ü (tib. Ütö Jampel-Ling; Wyl. dbus stod 'Jam dpal gling grwa tshang), besser bekannt unter dem Namen Gyütö (rgyud stod), wo man seinen Tantra-Textbüchern folgte.